# فیلتر هپا

فیلتر هپا و جزئیات ساختاری آن

فیلتر هپا یا فیلتر هوا با بازدهی بالا یک استاندارد در میزان بازدهی و اثربخشی فیلترهای هوا در جداسازی آلاینده‌های هوا است. بر اساس تعریف سازمان بین‌المللی استانداردسازی (ایزو)، یک فیلتر هپا باید حداقل ۹۹٫۹۵ درصد از آلاینده‌ها با قطر بیش از ۰٫۳ میکرون در هوای عبوری از فیلتر را تصفیه کند. این رقم، در تعریف انجمن مهندسان مکانیک آمریکا و وزارت انرژی ایالات متحده آمریکا، معادل ۹۹٫۹۷ است. فیلترهای هپا، اجزای معلق در هوا مانند گرده گیاهان، گرد و غبار، نَم، باکتری‌ها، ویروس‌ها و ذرات هواپخش با قطری کمتر از یک میکرون را تصفیه می‌کنند. بعضی میکروب‌ها مانند افشانک سیاه، استافیلوکوک اپیدرمیدیس و باسیلوس سوبتیلیس به‌روش اکسیداسیون کاتالیزگر نوری (PCO) در فیلترهای هپا گرفتار می‌شوند. فیلترهای هپا قادرند برخی از باکتری‌ها و ویروس‌های با قطر کمتر از ۰/۳ میکرون و باسیل‌ها و کلوستریدیاها را نیز گرفتار کنند.

## عملکرد فیلتر هپا
فیلتر هپا از درهم تنیده شدن نامنظم و کاملاً تصادفی الیاف‌های فایبرگلاس، پوشال یا حصیر و فشردن آن‌ها ساخته می‌شود.
قطر الیاف‌های فوق بین ۰/۵ تا دو میکرون می‌باشد. سه عامل اصلی مؤثر در جذب ذرات توسط فیلتر هپا به شرح زیر می‌باشد:
1. قطر الیاف تشکیل دهنده فیلتر
2. ضخامت کلی فیلتر
3. سرعت عبور هوا از سطح فیلتر

فضای باز بینابین الیاف‌های تشکیل دهنده فیلتر هپا تا ۰/۳ میکرون است. بر خلاف تصور عامیانه عملکرد جذب ذرات توسط فیلتر هپا مانند الک کردن نیست. در فیلترهای هپا ذرات سوار بر شعاعی از جریان هوا با عبور از فیلتر در لابه لای لایه‌های آن گیر می‌کنند و شعاع جریان هوا با انعطاف خود از میان شبکه فیلتر عبور می‌کند. بر خلاف فیلترهای Membrane (پرده‌ای) که مانند یک الک در مقابل جریان هوا مانع عبور ذرات آلاینده تا قطر معینی هستند. فیلتر هپا توان جذب ذرات با اندازه‌های بسیار ریز و درشت را در لایه‌های مختلف خود داراست و خیلی دیرتر مسدود شده و مانع عبور جریان هوای سالم نمی‌گردد. هدف استفاده از فیلتر هپا جذب ذرات فوق‌العاده ریز آلاینده است و طراحی آن به نوعی است که با سه روش هم‌زمان به این هدف دست می‌یابد. در زیر به شرح این سه روش می‌پردازیم:
۱) جلوگیری از عبور ذرات
ذراتی که بر روی شعاع مستقیم جریان هوا حرکت می‌کنند با برخورد به کناره الیاف‌ها به آن گیر کرده و می‌چسبند سپس شعاع هوا با تغییر مسیر از مانع عبور و از فیلتر خارج می‌شود. (ذرات تا ۱۰۰ نانومتر)
۲) گیر افتادن ذرات به علت تراکم بافت الیافی
ذرات معلق با برخورد به بافت متراکم فیلتر در آن جاگیر می‌شوند و جریان هوا با حرکت منحنی از راه‌های باز میان فیلتر عبور می‌کنند. تأثیر این مکانیزم با پخش شدن الیاف کاهش و با سرعت جریان هوا افزایش می‌یابد.
۳) انتشار
در این مکانیزم نتیجه عملکرد فیلتر به‌طور چشم‌گیری افزایش می‌یابد. در اثر تصادم مولکول‌های گازی با ذرات معلق بسیار کوچک (کمتر از ۰/۱ میکرون) جهت حرکت ذرات معلق در داخل فیلتر تغییر کرده و سرعت‌اش نیز کاهش می‌یابد و همین تأخیر باعث بالا رفتن احتمال توقف و گیرکردن ذره معلق در درون فیلتر می‌شود. (قابل مقایسه باپدیده فیزیکی "حرکت بروانین")
این روش در جذب ذرات با قطر کمتر از ۰/۱ میکرون روش برتر می‌باشد. همان‌طور که دو روش تراکم و مسدود کردن در جذب ذرات بالاتر از ۰/۴ میکرون مؤثر می‌باشند. ذرات بین این دو اندازه بیشترین نفوذ را در فیلتر می‌کنند (۰/۳ میکرون) که توأماً توسط هر سه عامل به کمک هم در فیلتر گیر می‌افتند.